# ألونزو أليوت
ألونزو أليوت (بالإنجليزية: Alonzo Elliot)‏ هو ملحن وكاتب أغاني أمريكي، ولد في 25 مايو 1891 في مانشستر في الولايات المتحدة، وتوفي في 25 يونيو 1964 في والينغفورد ‏ في الولايات المتحدة.

## وصلات خارجية
- ألونزو أليوت على موقع ميوزك برينز (الإنجليزية)